# غاري إل. راندال
غاري إل. راندال (بالإنجليزية: Gary L. Randall)‏ هو سياسي أمريكي، ولد في 18 يونيو 1943. حزبياً، نشط في الحزب الجمهوري. وقد انتخب عضو مجلس نواب ميشيغان ‏.